# Martinezostes fortecostatus
Martinezostes fortecostatus is een keversoort uit de familie Hybosoridae. De wetenschappelijke naam van de soort is voor het eerst geldig gepubliceerd in 1949 door Gutiérrez.